# Silver Meteor
De Silver Meteor is een passagierstreinroute van de Amerikaanse spoorwegmaatschappij Amtrak. De route is 2235 km lang en loopt van New York naar Miami. De Silver Meteor deelt grotendeels het spoor met de Silver Star, die verder rijdt dan de Silver Meteor. De Palmetto gebruikt hetzelfde spoor als de Silver Meteor voor de gehele lengte, maar eindigt in Savannah (Georgia).

## Samenstelling van de trein
Tot heden bestaat de trein uit de volgende samenstellingen:
- HHP-8 of AEM7-locomotief (New York-Washington D.C.)
- P42 (Washington D.C.-Miami)
- P42 (Washington D.C.-Miami)
- Bagagewagon
- Slaapwagon
- Slaapwagon
- Slaapwagon
- Restaurantwagon
- Amfleet II-café
- Amfleet II-coach
- Amfleet II-coach
- Amfleet II-coach
- Amfleet II-coach

## Stations
De Silver Meteor stopt op de volgende stations:
New York
- New York

New Jersey
- Newark
- Trenton

Pennsylvania
- Philadelphia

Delaware
- Wilmington

Maryland
- Baltimore

District of Columbia
- Washington D.C.

Virginia
- Alexandria
- Richmond Staples Mill Road
- Petersburg

North Carolina
- Rocky Mount
- Fayetteville

South Carolina
- Florence
- Kingstree
- Charleston
- Yemassee

Georgia
- Savannah
- Jesup

Florida
- Jacksonville
- Palatka
- DeLand
- Winter Park
- Orlando
- Kissimmee
- Winter Haven
- Sebring
- West Palm Beach
- Delray Beach
- Deerfield Beach
- Fort Lauderdale
- Hollywood
- Miami

## Afbeeldingen

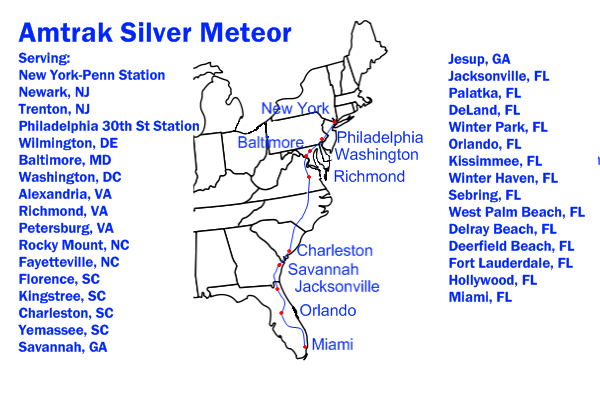
Route van de Silver Meteor
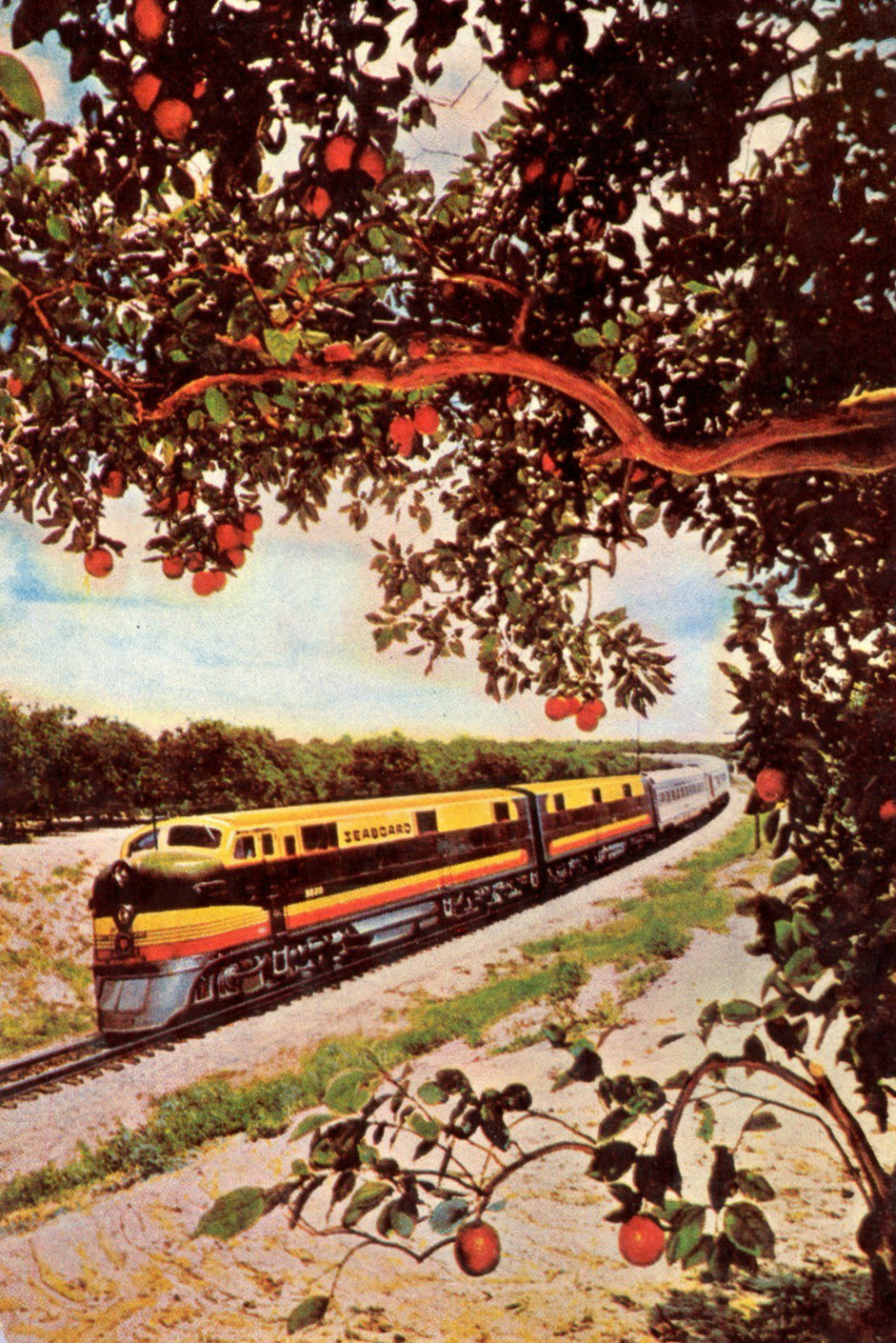
Silver Meteor tussen 1939 en 1967
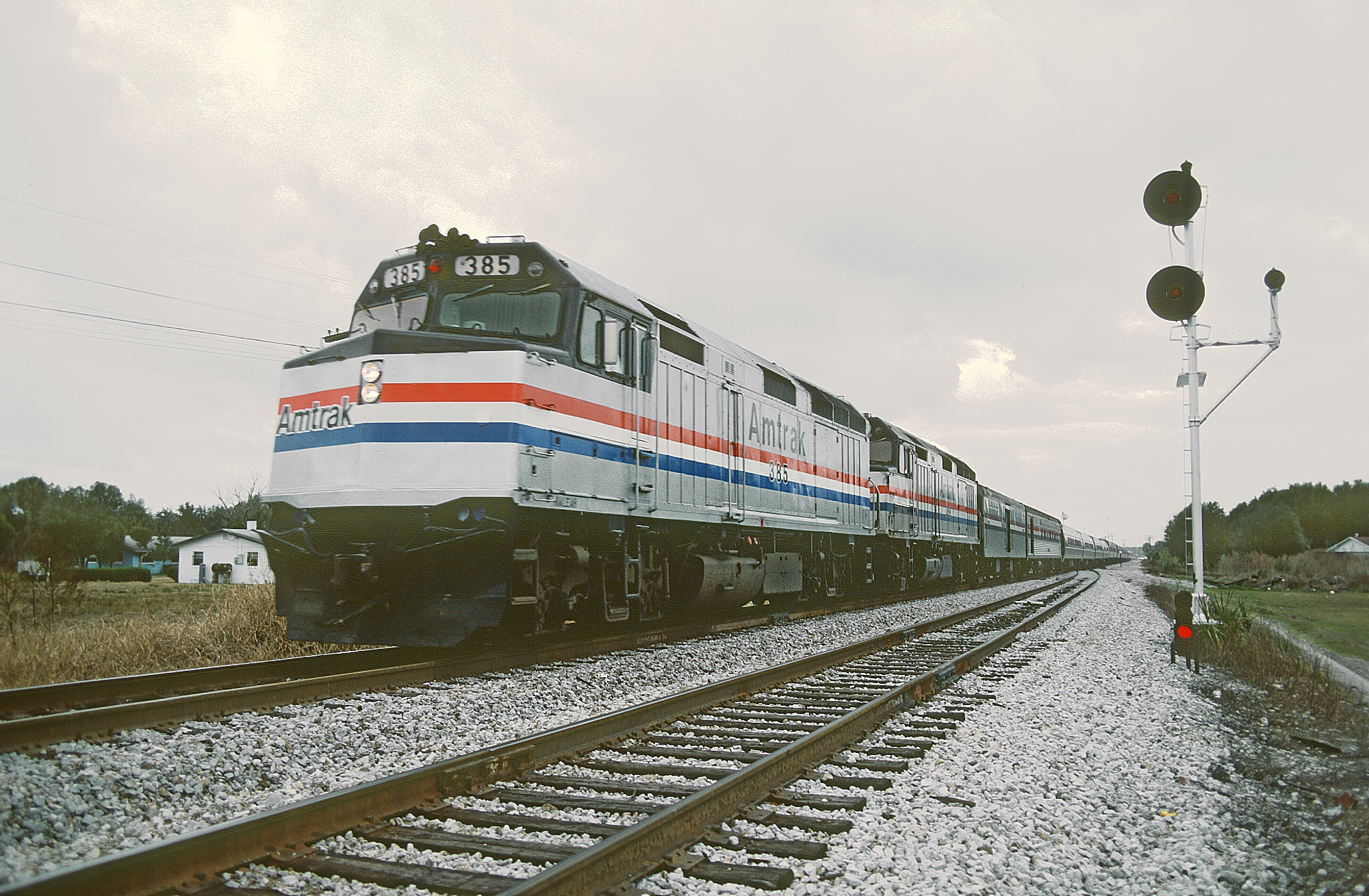
In Sanford, Florida, 1987